# District de Dongxihu
Le district de Dongxihu (东西湖区 ; pinyin : Dōngxīhú Qū) est une subdivision administrative de la province du Hubei en Chine. Il est placé sous la juridiction de la ville sous-provinciale de Wuhan.

## Jumelages
- Vierzon (France)